# Aeropuerto Internacional Margaret Ekpo
El Aeropuerto Internacional Margaret Ekpo (IATA: CBQ, OACI: DNCA), también conocido como Aeropuerto de Calabar, es un aeropuerto que da servicio a Calabar, una ciudad de Nigeria.
En 2001 el aeropuerto de Calabar pasó a denominarse Aeropuerto Internacional Margaret Ekpo en homenaje a la política feminista Margaret Ekpo (1914-2006) histórica luchadora por la descolonización de Nigeria y por los derechos de las mujeres.

## Aerolíneas y destinos
| Aerolíneas          | Destinos     |
| ------------------- | ------------ |
| Aero Contractors    | Lagos        |
| Arik Air            | Abuya, Lagos |
| Associated Aviation | Lagos        |